# Erich Zenger
Erich Zenger (Dollnstein, 5 luglio 1939 – Münster, 4 aprile 2010) è stato un presbitero, teologo e professore universitario tedesco di fede cattolica.
È considerato uno dei più importanti studiosi della Bibbia del Vecchio Testamento del suo tempo. Si è particolarmente distinto per il suo contributo al dialogo interreligioso tra cristiani ed ebrei. Zenger si è distinto soprattutto per il suo lavoro sul Libro dei Salmi. La sua Einleitung in das Alte Testament (Introduzione all'Antico Testamento) è considerata un'opera standard degli studi biblici. 
Aderendo all'ipotesi documentale, ridimensionò fortemente l'importanza della cosiddetta tradizione jahvista.

## Biografia
Dal 1958 Erich Zenger studiò filosofia (licenza nel 1961), teologia (licenza nel 1965 e dottorato nel 1971) e orientalistica a Roma, Gerusalemme, Heidelberg, Münster e Würzburg. Nel 1964 Zenger fu ordinato sacerdote a Roma. Nel 1968 divenne assistente scientifico all'Università di Münster e, dal 1970, a Würzburg.
Nel 1971 Zenger fu chiamato all'Università di Eichstätt  per la cattedra di Antico Testamento. Dal 1973 al 2004 insegnò all'Università di Münster. Nel 1982 rifiutò una chiamata all'Università di Friburgo. Fu più volte professore ospite presso l'Abbazia della Dormizione a Gerusalemme. Nel 1994 fu professore ospite dell'Università Humboldt di Berlino. 
Zenger tenne lezioni e conferenze come ospite presso le università di Berlino, Bochum, Bonn, Bressanone, Dublino, Eichstätt, Essen, Francoforte, Friburgo in Brisgovia, Gottinga, Graz, Greifswald, Heidelberg, Gerusalemme, Innsbruck, Kassel, Losanna, Linz, Marburgo, Monaco di Baviera, Paderborn, Passavia, Ratisbona, Salisburgo, Sheffield, Tubinga, Vienna e Würzburg. Il 14 luglio 2004 tenne la lezione di commiato prima del pensionamento.
Dal 1976 Zenger fu membro del gruppo di discussione "Ebrei e cristiani" presso il Comitato centrale dei cattolici tedeschi, dal 1994 membro del gruppo di lavoro "Questioni ebraiche" della Conferenza episcopale tedesca. Dal 1988 al 1991 Zenger fu presidente del gruppo di lavoro dei cattolici di lingua tedesca esperti di Antico Testamento.
Zenger si spense improvvisamente la domenica di Pasqua del 2010 a Münster, a seguito di un incidente.
Dal 2014 al 2019, presso il Seminario di Teologia Cattolica dell'Università libera di Berlino, fu condotto un progetto di ricerca finanziato dalla DFG, che si è occupato dell'opera di Zenger in relazione all'ermeneutica biblica dopo la Shoah nel contesto del dialogo ebraico-cristiano.

## Premi e riconoscimenti
- 2001: Premio Herbert Haag;
- 2009: Medaglia Buber-Rosenzweig[5];
- 2009: Premio teologico delle Settimane universitarie di Salisburgo per l'opera omnia teologica.[6]

## Pubblicazioni
- Die Sinai-Theophanie. Untersuchungen zum jahwistischen und elohistischen Geschichtswerk (fzb 3), Würzburg 1971.
- Gepredigte Bibel. Eröffnungsworte, Gebete, Predigten, Fürbitten, Würzburg 1971 (in collaborazione con F.-J. Ortkemper)
- Ein Grundtext biblischer Gotteserfahrung Ex 3–4: Methodische Auslegung (Theologie im Fernkurs Aufbaukurs Lb 5), Würzburg 1973.
- Exodus. Geschichten und Geschichte der Befreiung Israels (SBS 75), Stuttgart 1975, 2. Aufl. 1979 (in collaborazione con P. Weimar).
- Studienbrief „Altes Testament“ (Fernstudienlehrgang für katholische Religionspädagogik DIFF), Tübingen 1975.
- Durchkreuztes Leben. Besinnung auf Hiob, Freiburg 1976 (zusammen mit R. Böswald).
- Studienbrief „Hermeneutik I. Methoden der Schrift- und Dogmenauslegung“ (Fernstudienlehrgang für katholische Religionspädagogik DIFF), Tübingen 1977 (in collaborazione con Franz Joseph Schierse/J. Wohlmuth).
- Das Buch Exodus (Geistl. Schriftlesung AT 7), Düsseldorf 1978, 3a ed.ne 1987 (tr. coreano 1990).
- Der Gott der Bibel. Ein Sachbuch zu den Anfängen des alttestamentlichen Gottesglaubens, Stuttgart 1979, 3. Aufl. 1986 (tr. it. 1983, in portoghese 1989).
- Das Buch Judit (JSHRZ I/6), Gütersloh 1981.
- Durchkreuztes Leben. Hiob, Hoffnung für die Leidenden (nuova ed.ne). Freiburg 1981, 2a ed.ne 1982.
- Israel am Sinai. Analysen und Interpretationen zu Exodus 17–34. Altenberge 1982, 2a ed.ne 1985.
- Gottes Bogen in den Wolken. Komposition und Theologie der priesterschriftlichen Urgeschichte (SBS 112), Stuttgart 1983, 2a ed.ne 1987.
- Die Zukunft der Welt liegt auch in unserer Hand. Umweltschutz im Widerstreit der Interessen (Materialien zum lebenskundlichen Unterricht. Materialheft zum Thema des Monats Februar 1984, hg. v. Katholischen Militärbischofsamt Bonn), Bonn 1984.
- Das Buch Ruth (Zürcher Bibelkommentare: AT; 8), Zürich 1986, 2a eed.ne, 1992, ISBN 3-290-14740-1.
- Mit meinem Gott überspringe ich Mauern. Einführung in das Psalmenbuch, Freiburg 1987, 4. Auflage 1993, ISBN 3-451-21094-0; Taschenbuchausgabe: HB 8810, Freiburg 1994.
- Köstlich ist’s vom Baum zu essen. Bilder und Texte zum Alten Testament, Münster 1988 (in collaborazione con B. Kösters).
- Das Erste Testament. Die jüdische Bibel und die Christen, Düsseldorf 1991, 4a ed.ne 1994 (tr. in it. 1997).
- Ich will die Morgenröte wecken. Psalmenauslegungen, Freiburg 1991, 4a ed.ne 1995; Taschenbuchausgabe: HB 8811, Freiburg 1994.
- Die Psalmen I. Psalm 1–50 (Neue Echter Bibel). Würzburg 1993 (in collaborazione con Frank-Lothar Hossfeld)
- Am Fuß des Sinai. Gottesbilder des Ersten Testaments, Düsseldorf 1993, 2a ed.ne 1994 (Übersetzung ins Tschechische 1996).
- Ein Gott der Rache? Feindpsalmen verstehen (Biblische Bücher 1), Freiburg 1994, 2a edizione 1998 (tr. in inglese 1996, in it. 2005).
- Der Gott Israels und die Völker. Untersuchungen zum Jesajabuch und zu den Psalmen (SBS 154), Stuttgart 1994 (in collaborazione con N. Lohfink; traduzione in inglese 2000).
- Einleitung in das Alte Testament (Kohlhammer Studienbücher Theologie 1), Stuttgart 1995. 7. Aufl. 2008 (in collaborazione con Georg Braulik u. a.). 9., aktualisierte Auflage 2015 (in collaborazione con Christian Frevel u. a.), ISBN 978-3-17-030352-2. (trad. portoghese 2003, it. 2005, russo 2008, coreano e spagnolo).
- Als Anfang schuf Gott. Biblische Schöpfungstheologien, Düsseldorf 1997 (in collaborazione con  K. Löning; Übersetzung ins Englische 2000).
- Die Nacht wird leuchten wie der Tag. Psalmenauslegungen, Freiburg 1997 (nuova edizione: Mit meinem Gott überspringe ich Mauern. Ich will die Morgenröte wecken), ISBN 3-451-26379-3.
- Dein Angesicht suche ich. Neue Psalmenauslegungen, Freiburg 1998.
- Die Psalmen II. Psalm 51–100 (Neue Echter Bibel), Würzburg 2002 (in collaborazione con F.-L. Hossfeld).
- Psalmen 51–100 (HThKAT). Freiburg 2000, 3. Aufl. 2007 (in collaborazione con F.-L. Hossfeld), 728 S., ISBN 3-451-26826-4 (traduzione in inglese 2005).
- Stuttgarter Altes Testament, Stuttgart 2004.
- Stuttgarter Psalter, Stuttgart 2005.
- Psalmen. Auslegungen 1–4. Freiburg 2008 (2003), ISBN 3-451-27615-1 (Bd. 1: Mit meinem Gott überspringe ich Mauern. Bd. 2: Ich will die Morgenröte wecken. Bd. 3: Dein Angesicht suche ich. Bd. 4: Ein Gott der Rache? Feindpsalmen verstehen.)
- Psalmen 101–150 (HThKAT). Freiburg 2008 (zusammen mit F.-L. Hossfeld), ISBN 3-451-26827-2.
- Frank-Lothar Hossfeld, Erich Zenger: Neigt euer Ohr den Worten meines Mundes. Studien zu Psalmen und Psalter. Verlag Katholisches Bibelwerk, Stuttgart 2015, ISBN 978-3-460-33149-5.

### Come curatore
- Gott der Lebenden und der Toten. Drei Ansprachen, Mainz 1976 (in collaborazione con F.Kamphaus/J.B.Metz).
- Künder des Wortes. Beiträge zur Theologie der Propheten. FS J.Schreiner, Würzburg 1982 (in collaborazione con L.Ruppert/P.Weimar).
- Dynamik im Wort. Lehre von der Bibel, Leben aus der Bibel, Stuttgart 1983 (in collaborazione con J.Gnilka).
- Tisa von der Schulenburg, Wie die Ränder einer Wunde. Bilder der Klage, Kevelaer 1983 (in collaborazione con K.Richter).
- Josef Schreiner: Segen für die Völker. Gesammelte Schriften zur Entstehung und Theologie des Alten Testaments. Würzburg 1987.
- Lehrerin der Gerechtigkeit. Studien zum Buch der Weisheit (Erfurter theologische Schriften 19) Leipzig 1990 (in collaborazione con G.Hentschel).
- Der eine Gott und die Göttin. Gottesvorstellungen des biblischen Israel im Horizont feministischer Theologie (QD 135), Freiburg 1991 (in collaborazione con M.-Th.Wacker).
- Israel und Kirche heute. Beiträge zum christlich-jüdischen Dialog. FS E.L. Ehrlich, Freiburg 1991 (in collaborazione con M.Marcus/E.W.Stegemann).
- Josef Schreiner. Leben nach der Weisung Gottes. Gesammelte Schriften zur Entstehung und Theologie des Alten Testaments II, Würzburg 1992.
- Der Neue Bund im Alten. Studien zur Bundestheologie der beiden Testamente (QD 146), Freiburg 1993.
- Neue Wege der Psalmenforschung. FS W. Beyerlin (HBS 1), Freiburg 1994, 21995 (in collaborazione con K. Seybold).
- Tora und Kanon. Studien zu ihrer Bedeutung in Judentum und Christentum (HBS 8), Freiburg 1995.
- Josef Schreiner. Der eine Gott Israels. Gesammelte Schriften zur Theologie des Alten Testaments III, Würzburg 1997.
- Lebendige Welt der Bibel. Entdeckungsreise in das Alte Testament, Freiburg 1997.
- Der Psalter in Judentum und Christentum (HBS 18), Freiburg 1998.
- Der Septuagintapsalter. Sprachliche und theologische Aspekte (HBS 32), Freiburg.
- „Mein Sohn bist du“ (Ps 2,7). Studien zu den Königspsalmen (SBS 192), Stuttgart 2002 (in collaborazione con E.Otto).
- Gottesstadt und Gottesgarten. Zu Geschichte und Theologie des Jerusalemer Tempels (QD 191), Freiburg 2002 (in collaborazione con O.Keel).
- „Wort JHWHs, das geschah …“ (Hos 11,1). Studien zum Zwölfprophetenbuch (HBS 35), Freiburg 2002.
- Ritual und Poesie. Zur Funktion von Gebeten und Psalmen im Alten Orient, im Judentum und im Christentum (HBS 37), Freiburg 2003.

### (Co)edizione di collane e riviste
- Herders Theologischer Kommentar zum Alten Testament (unico editore: 54 tomi previsti)
- Herders Biblische Studien (dal 1994, in collaborazione con Hans-Josef Klauck)
- Stuttgarter Bibelstudien (dal 1981)
- Münsteraner Theologische Abhandlungen
- Altes Testament und Moderne
- Orbis Biblicus et Orientalis (dal 1978)
- Biblische Zeitschrift
- Freiburger Rundbrief
- Jahrbuch für Biblische Theologie
- Kohlhammer Studienbücher Theologie